# Université d'État de New York à Buffalo
L'université d'État de New York à Buffalo (UB, en anglais : State University of New York at Buffalo) est une université américaine fondée en 1846 et située à Buffalo dans l'État de New York. C'est un des campus de l'université d'État de New York.

## Personnalités liées à l'université

### Professeurs
- Robert Creeley (1926-2005)
- Julius Eastman (1940-1990)
- Charles Olson (1910-1970)

### Étudiants
- Jane McAlevey (née en 1964), syndicaliste américaine
- Richard S. Newman (1930-2003), historien américain
- Ilza Nogueira (née en 1948), compositrice brésilienne de musique contemporaine
- Jena Osman (née vers la mi-XXe siècle), poète, éditrice, universitaire américaine
- Harvey Weinstein (né en 1952), producteur américain

## Sport
Dans le domaine sportif, les Bulls de Buffalo défendent les couleurs de l'université.